# قصص بات هوبي
قصص بات هوبي (بالإنجليزية: The Pat Hobby Stories)‏ هي عبارة عن مجموعة من 17 قصة قصيرة من تأليف فرنسيس سكوت فيتسجيرالد، نشرت لأول مرة من قبل أرنولد غينغريتش من مجلة اسكواير بين يناير 1940 ومايو 1941،  وجمعها في مجلد واحد في وقت لاحق من عام 1962. ونشرت القصة الأخيرة من المجموعة في إسكواير بعد وفاته فيتزجيرالد في عام 1940.
بات هوبي هو كاتب سيناريو معدم في هوليوود، كان ناجحا خلال عصر السينما الصامت، لكنه أصبح مدمنا على الكحول ويتسكع في ساحة الاستوديو. ويظهر في معظم القصص مفلسا ويشترك في حيلة ما من أجل جني المال أو وضع اسمه على الشاشة، ولكن أفعاله عادة ما تأتي بنتائج عكسية وتنتهي بمزيد من الإذلال.
واعتمادا على تجربته الخاصة ككاتب في هوليوود، يصور فيتزجيرالد بات هوبي بسخرية من الذات والحنين إلى الماضي.
كتب أرنولد غينغريتش، في مقدمة لقصص بات هوبي كيف أنه «في حين أنه الظلم أن نحكم على هذا الكتاب بشكل رواية، فإنه سيكون أقل من العدل أن بنظر إليه بوصفه صورة كاملة الطول. كان كذلك كما أنتجه فيتزجيرالد، وكان يرى أنه عمل كوميدي».